# ファラオラリー
ファラオラリーは、1982年から始まったラリーで、開催時期は10月。1996年まで開催された。
当時パリ・ダカール・ラリー（パリダカ）に次ぐ規模を誇った砂漠のラリーレイドで、パリダカの前哨戦として位置付けられていた。1980年代後半には多数の日本人選手が出場していた。
1年間の充電期間の後、1998年に「ラリーオブエジプト」として再開。2005年からはクロスカントリーラリー・ワールドカップのシリーズ戦となった。
日本事務局は菅原義正の日本レーシングマネージメント株式会社。

## 車両規定
- 二輪の場合はFIMクロスカントリーラリーレイドの規約にそった改造がなされており、航続距離が250kmプラス10%（合計275km）を超えるもの。
- 四輪の場合はFIAクロスカントリーラリーレイドの規約にそった改造がなされており、航続距離が500kmプラス10%（合計550km）を超えるもの。

車両が参加者本人の名義でない場合は、貸与証明書が必要。

## 公式サイト
- 日本レーシングマネジメント